# オーディオラック
オーディオラックは、音響機器を収めるための棚および脚部を備えた複数の棚段を持つラックシステムのこと。

## 概説
一般的には、大きく分けてプロオーディオ向けとホームオーディオ向けの2種類がある。海外ではaudio rack またはhifi rack と表記される。よく使われる素材はスチール、木材、アルミニウムなど。
　プロオーディオ向けオーディオラック（別称：スタジオラック）の主な目的は、１Uサイズ以上の音響機材の収納である。前面間口の両横には、それらを取り付けるマウント用の穴を備えており、使用される環境に応じて、キャスターが標準装備されているものや斜めに傾けて使用できるものなど、PAオペレーターやスタジオエンジニアにとっての業務上での使いやすさの追求を主とした設計になっている。適合される規格には、国内のJISと欧米のEIAがある。 コンシューマ機器も含めて一般的にはEIA規格に準拠した機器が多く、 JIS規格は主に放送局などで用いられる。
　ホームオーディオ向けのオーディオラックの主な目的は、同じく音響機材の収納を目的としながらも、それに伴う設計理念は各メーカーによって大きく異なり、インテリア性を高めたデザイン追求型から、制振性など高い音響効果を追求した音質重視型まで多様化しており、棚間寸法や規格もメーカーごとに異なる。　同市場に参入する前にメーカーが生業をしていた産業の分野も同様に多様で、元々家具製造業から派生して木材加工技術をラックの製作に応用したブランド（クアドラスパイア、Bassocontinuo、ADK、）、鋳鉄の振動吸収性能に着目した自動車鋳造部品の制振技術ノウハウを音質向上のために独自に応用したブランド（TAOC）など、プロオーディオと異なりユニークな製品が多いこともこれに起因する。　　
　日本国内においては、70年代後半から80年代にかけてホームオーディオブームがあり、多くのオーディオマニアを生み、自作スピーカー派と同様に木材をDIY加工して自作する自作オーディオラック派も多く見受けられた。
　また、近年ではより高い音質を求める音響スタジオやプロミュージシャンのプライベートスタジオを中心に、プロオーディオの現場でも高い制振性を備えた音質重視型オーディオラックが着目されており、徐々に導入され始めていることから、ホームオーディオ向けのオーディオラックにも性能と効果に対する確かなエビデンスが求められることが多い。

## 主要メーカー（国内）

### プロオーディオ向け
・キクタ二
・OHASHI
・CLASSIC　PRO
・摂津金属工業

### ホームオーディオ向け
・TAOC (タオック)
・ADK

## 主要メーカー（海外）

### プロオーディオ向け
・K&M（ドイツ）
・MIDDLE ATLANTIC (アメリカ)　
・Ultimate (アメリカ)

### ホームオーディオ向け
・Quadraspire クアドラスパイア（イギリス）
・MUSIC TOOLS　(イタリア)　
・Bassocontinuo　（イタリア）
※（）内はメーカー本拠地。製造拠点ではない。